# Paralimnophila boobootella
Paralimnophila boobootella är en tvåvingeart som beskrevs av Günther Theischinger 1996. Paralimnophila boobootella ingår i släktet Paralimnophila och familjen småharkrankar. Inga underarter finns listade i Catalogue of Life.